# Llano Blanco, Sonora
Llano Blanco är en ort i Mexiko.   Den ligger i kommunen Altar och delstaten Sonora, i den nordvästra delen av landet, 1 800 km nordväst om huvudstaden Mexico City. Llano Blanco ligger 357 meter över havet och antalet invånare är 460.
Terrängen runt Llano Blanco är platt åt nordost, men åt sydväst är den kuperad.  Trakten runt Llano Blanco är nära nog obefolkad, med mindre än två invånare per kvadratkilometer. Närmaste större samhälle är Altar, 12,7 km nordost om Llano Blanco. Omgivningarna runt Llano Blanco är i huvudsak ett öppet busklandskap.